# دیان لیوبیچیچ
دیان لیوبیچیچ (انگلیسی: Dejan Ljubičić؛ زادهٔ ۸ اکتبر ۱۹۹۷) بازیکن فوتبال اهل اتریش است.
از باشگاه‌هایی که در آن بازی کرده‌است می‌توان به باشگاه فوتبال وینر نویشتات اشاره کرد. وی همچنین در تیم ملی فوتبال اتریش بازی کرده‌است.